# خیابان آیت
خیابان شهید دکتر آیت یا خیابان سی متری نارمک با شماره معبر خیابان ۲۴۱ تهران یکی از خیابان های تهران است که جهت شمالی-جنوبی دارد. این خیابان که در شرق تهران واقع شده است، از چهارراه آیت آغاز شده و به میدان صدم نارمک منتهی می‌شود.
این خیابان یکی از اصلی‌ترین و مهم‌ترین خیابان‌های تهران است که در شرق در منطقه ۸ و ۴ قرار دارد. محله‌های نارمک، هفت حوض و مدائن از محلات واقع شده در خیابان آیت هستند. خط سه اتوبوس‌های تندرو تهران، که دانشگاه علم و صنعت را به پایانه خاوران متصل می‌کند از این خیابان عبور می‌کند.

## تقاطع ها
| از شمال به جنوب        | از شمال به جنوب                               | از شمال به جنوب |
| ---------------------- | --------------------------------------------- | --------------- |
|                        | میدان صدم خیابان شهید سردار نیلفروشان (فرجام) |                 |
|                        | خیابان قزوینی                                 |                 |
| چهارراه سرسبز          | بزرگراه رسالت                                 |                 |
| ایستگاه متروی سرسبز    |                                               |                 |
| BRT 3 ایستگاه سرسبز    |                                               |                 |
| میدان نبوت (هفت حوض)   | خیابان جانبازان                               |                 |
| BRT 3 ایستگاه نبوت     |                                               |                 |
|                        | خیابان هاشمی                                  |                 |
|                        | خیابان گلستانی خیابان براتی                   |                 |
|                        | خیابان دلاور خیابان قاسم زاده                 |                 |
| BRT 3 ایستگاه تلفنخانه |                                               |                 |
| چهارراه تلفنخانه       | خیابان پدرثانی                                |                 |
| BRT 3 ایستگاه آیت      |                                               |                 |
| چهارراه آیت            | خیابان دماوند خیابان امامت                    |                 |
| از جنوب به شمال        |                                               |                 |

## منبع
1. ↑  «خیابان آیت صاحب پیاده‌راه می شود». همشهری آنلاین. ۱۳۹۷-۰۹-۱۴. کاراکتر hair space character در |عنوان= در موقعیت 29 (کمک)‏
2. ↑  «ایمن‌سازی خیابان شهید آیت تهران». خبرگزاری مهر. ۱۴۰۱-۱۰-۰۵.‏
3. ↑  «خیابان شهید آیت؛ محور نمونه الگوی خدمت». همشهری آنلاین. ۱۴۰۳-۰۸-۰۱.‏
4. ↑  «تبدیل خیابان «شهید آیت» به کامل‌ترین و زیباترین معبر منطقه ۴». خبرگزاری مهر. ۱۳۹۹-۱۰-۱۵.‏